# Eleutherodactylus zeus
Eleutherodactylus zeus är en groddjursart som beskrevs av Schwartz 1958. Eleutherodactylus zeus ingår i släktet Eleutherodactylus och familjen Eleutherodactylidae. IUCN kategoriserar arten globalt som starkt hotad. Inga underarter finns listade i Catalogue of Life.